# موريس فاولر بينتون
موريس فاولر بينتون (بالإنجليزية: Morris Fuller Benton)‏ هو مهندس أمريكي، ولد في 30 نوفمبر 1872 في ميلواكي في الولايات المتحدة، وتوفي في 30 يونيو 1948 في موريستاون في الولايات المتحدة.